# 2007 en numismatique
Chronologie de la numismatique
- 2006 en numismatique - 2007 en numismatique - 2008 en numismatique

Cet article présente les faits marquants de l'année 2007 en numismatique.

## Principaux événements numismatiques de l'année 2007

### Par dates

#### Janvier
- 1er janvier 2007 : 
  -   Slovénie : le pays rejoint la zone euro et émet sa première série de pièces en euros : 1 euro (EUR) = 239,640 tolars (SIT).
  -  Zone euro : changement de la face commune des pièces en euros (sauf pièces de 1, 2 et 5 centimes) du fait de l'adhésion de la Slovénie. Les pièces font désormais apparaître une carte intégrale et sans frontières de l'Europe. Hormis la Slovénie évidemment, les pays légalement utilisateurs de l'euro émettent donc tous une nouvelle série de pièces, avec cependant leur face nationale inchangée. Toutes les pièces avec l'ancienne face commune conservent leur cour légal.
- 29 janvier 2007 : 
  -  États-Unis : émission de la pièce du Montana de la série de 1/4 de dollar des 50 États.

#### Février
- 2 février 2007 :
  -   Allemagne : émission de la ?e pièce commémorative de 2 euros du pays et 2e sur 16 de la série des Länder, consacrée au land du Mecklembourg-Poméranie antérieure[1]. Sur cette pièce est représenté le château de Schwerin[1].
- 2 février 2007 : 
  -  États-Unis : émission de la pièce du président George Washington de la série de pièces de 1 dollar des Présidents des États-Unis.

#### Mars
- 25 mars 2007 : 
  -  Zone euro : émission de la série de pièces de 2 euros du 50e anniversaire du Traité de Rome[2]

#### Avril
- 11 avril 2007 : 
  -  États-Unis : émission de la pièce de Washington de la série de 1/4 de dollar des 50 États.

#### Mai
- 17 mai 2007 : 
  -  États-Unis : émission de la pièce du président John Adams de la série de pièces de 1 dollar des Présidents des États-Unis.

#### Juin
- 5 juin 2007 : 
  -  États-Unis : émission de la pièce de l'Idaho de la série de 1/4 de dollar des 50 États.
- 19 juin 2007 : 
  -  États-Unis : émission de la pièce de Martha Washington de la série de 10 dollars des Premières épouses des États-Unis.
  -  États-Unis : émission de la pièce de Abigail Adams de la série de 10 dollars des Premières épouses des États-Unis.

#### Août
- 16 août 2007 : 
  -  États-Unis : émission de la pièce du président Thomas Jefferson de la série de pièces de 1 dollar des Présidents des États-Unis.
- 30 août 2007 : 
  -  États-Unis : émission de la pièce « La Liberté » de Thomas Jefferson de la série de 10 dollars des Premières épouses des États-Unis.

#### Septembre
- 4 septembre 2007 : 
  -  États-Unis : émission de la pièce du Wyoming de la série de 1/4 de dollar des 50 États.

#### Novembre
- 5 novembre 2007 : 
  -  États-Unis : émission de la pièce de l'Utah de la série de 1/4 de dollar des 50 États.
- 15 novembre 2007 : 
  -  États-Unis : émission de la pièce du président James Madison de la série de pièces de 1 dollar des Présidents des États-Unis.
- 19 novembre 2007 : 
  -  États-Unis : émission de la pièce de Dolley Madison de la série de 10 dollars des Premières épouses des États-Unis.

#### Décembre
- 14 décembre 2007 : 
  -   Belgique : parution au Journal officiel de l'Union européenne de la nouvelle série de pièces en euro de la Belgique.

#### Année
- Europa Star 2007
- Liste des pièces de collection françaises en euro (2007)